# El diablo metió la mano
El Diablo Metió La Mano (Idle Hands en inglés original del film de EUA) es una película de comedia/terror de 1999 producida por Columbia Pictures, dirigida por Rodman Flender y protagonizada por Devon Sawa (Anton Tobias), Jessica Alba (Molly), Seth Green (Mick), Elden Henson (Pnub) y Vivica A. Fox (Debi LeCure) entre otros. Narra la vida de un adolescente cuya mano es poseída por el diablo, desatándose así una orgía de sangre, que continúa aún después de serle cortado el brazo.
El título original de la película (Idle hands) está basado en un refrán: "Idle hands do the Devil's work", que se podría traducir a "Las manos ociosas hacen el trabajo del Diablo".

## Sinopsis
Anton Tobias (Devon Sawa), un joven adicto a la marihuana, es acusado de asesinar a sus padres el día de Halloween y, tras matar a sus dos mejores amigos Pnub (Eiden Henson) y Mick (Seth Green), se da cuenta de que su mano derecha ha sido poseída por el diablo. Sin poder controlarla, lanza a su gato, y al ir a buscarlo, se encuentra con su vecina Molly (Jessica Alba), con la que empieza una relación. Anton asiste al funeral de sus padres y sus amigos, sin embargo, Pnub y Mick se niegan a ir al Cielo y vuelven desde la tumba.
Mientras Anton y sus amigos intentan detener su mano poseída, una druida llamada Debi LeCure (Vivica A. Fox) está buscando al espíritu maligno detrás de tantas muertes. Anton decide cortarse la mano tras matar a dos policías, y Pnub y Mick la meten en el microondas para intentar acabar con ella. Tras llevar a Molly al baile de su escuela, Anton descubre que sus amigos han liberado su mano sin querer. Entonces roban el tractor de Randy (Jack Noseworthy), un vecino de Anton que se une a Debi para intentar dar caza a la mano poseída. Pnub y Mick vigilan a Molly en el baile del colegio mientras Anton intenta encontrar su mano, hasta que se cruza con Debi y Randy, que le explican que la mano se llevará el alma de Molly al Infierno. Anton detiene el baile para advertir a los demás sobre su mano, pero es ignorado.
Entonces la mano le arranca el pelo al cantante de la banda del baile, causando el pánico. Molly y su amiga Tanya (Katie Wright) se escapan por los conductos de ventilación, atravesando un ventilador que detienen con el zapato de Tanya, que queda atrapada. Cuando Molly intenta ayudarla, la mano poseída de Anton quita el zapato, precipitando a Tanya a su muerte. Molly huye a la clase de artes, donde es noqueada mientras Anton pelea contra su mano mientras está dentro de un muñeco, consiguiendo luego huir a una tienda de coches, donde Molly es atada a un vehículo en ropa interior, el cual está enganchado a una grúa. Pnub, Mick y Anton luchan entonces contra la mano por los controles de la grúa. En la pelea, Mick encuentra un bong, Pnub fuma de él para "obtener fuerza" y Anton aprovecha el humo para que la mano suelte los controles, a la vez que Debi utiliza un cuchillo ritual para acabar con ella. Randy y Debi se retiran para tener "sexo ritual" mientras Anton y Molly se besan debajo del coche. Mientras Pnub intenta encender el bong para Mick, sin querer acciona el control de la grúa y aplasta a Anton.
En el final de la película, se ve el espíritu de Anton, que renuncia al cielo para estar con Molly, y Pnub y Mike se convierten en sus Ángeles de la Guarda

## Lanzamiento

### Taquilla
La película se estrenó el 30 de abril de 1999, en 1611 cines. Recaudó 1,8 millones de dólares la primera semana, y en total embolsó 4 millones de dólares de 20-25 millones que fue su presupuesto, siendo un fracaso de taquilla.

### Recepción del público
La crítica ha ido cambiando con el paso de los años. En la página Rotten Tomatoes la película obtiene una puntuación del 16% basada en 55 reseñas que le dan una puntuación media de 3,4/10. La página dictamina que "El Diablo Metió La Mano no tiene ni el humor ni el terror que satisface al público". Metacritic le da un 31 de 100 basándose en 21 reseñas, indicando "reseñas generalmente desfavorables".
Sin embargo, con el paso de los años se ha convertido en una película de culto y se sigue vendiendo en DVD.[cita requerida] Jeremy Wheeler de Allfilms.com le daba una reseña positiva, argumentando que "es mejor de lo que uno se imagina. Esta comedia/terror tiene grandes dosis de humor y marihuana... y también encantará a cualquier amante del 'horror alegre' con su gore y la locura desatada por una mano amputada."[cita requerida]

## Reparto
- Devon Sawa - Anton Tobias
- Seth Green - Mick
- Elden Henson - Pnub
- Jessica Alba - Molly
- Vivica A. Fox - Debi LeCure
- Christopher Hart - La Mano
- Jack Noseworthy - Randy
- Katie Wright - Tanya
- Sean Whalen - McMacy
- Nicholas Sadler - Ruck
- Fred Willard - Sr. Tobias, Padre de Anton
- Connie Ray - Sra. Tobias, Madre de Anton
- Steve Van Wormer - Curtis
- Kelly Monaco - Tiffany
- Timothy Stack - Principal Tidwell
- The Offspring - Banda
- Tom Delonge - Empleado del Burger Jungle

## Banda sonora
- "Beheaded" — The Offspring (OST)
- "Bleeding Boy" — Disappointment Incorporated (OST) *
- "Bloodclot" — Rancid
- "Cailin" — Unwritten Law (OST)
- "Core (In Time)" — David Garza
- "Dragula [Hot Rod Herman Remix]" — Rob Zombie (OST)
- "Enthused" — blink-182 (OST) *
- "Glow In The Dark" — David Garza
- "How Do You Feel" — Vanessa Daou
- "I Am A Pig" — Two
- "I Wanna Be Sedated" — The Ramones
- "Idle Hands Theme" — Graeme Revell (OST)
- "Mama Said Knock You Out" — The Waking Hours (OST) *
- "Mindtrip" — Zebrahead
- "Mindtrip" [Idle Hands Mix] — Zebrahead (OST) *
- "My Girlfriend's Dead" — The Vandals (OST) *
- "New York Groove" — Ace Frehley
- "Peppyrock" — BTK
- "Pop That Coochie" — 2 Live Crew
- "Push It" — Static-X (OST)
- "Rude Boy Rock" — Lionrock (OST)
- "Santeria" — Sublime
- "Second Solution" — The Living End (OST)
- "Shout at the Devil" — Mötley Crüe (OST)

Asterisco = no presente en la película